# Klein Kussewitz
Klein Kussewitz – dzielnica gminy Bentwisch w Niemczech,  w kraju związkowym Meklemburgia-Pomorze Przednie, w powiecie Rostock, w związku gmin Rostocker Heide. Do 31 grudnia 2017 gmina, wchodząca w skład związku gmin Carbäk.